# Expédition Walker
L’expédition Walker est une tentative britannique, menée par l'amiral Hovenden Walker, d'attaquer la ville de Québec en 1711 lors de la Deuxième Guerre intercoloniale et dans le contexte de la guerre de Succession d'Espagne. Son échec est dû à une catastrophe maritime sur le fleuve Saint-Laurent le 22 août 1711 lorsque sept navires de transport et un de vivres se sont échoués près de l'île aux Œufs. Quelque 850 soldats se sont noyés dans cette catastrophe, qui était à l'époque l'une des pires catastrophes navales de l'histoire britannique.

## Contexte
En 1710, à la fin de la guerre de Succession d'Espagne, un groupe comprenant des militaires britanniques et des colons américains ont capturé le fort français de Port-Royal, sur la côte nord-ouest de l'Acadie. Francis Nicholson, le chef de cette expédition, a apporté la nouvelle de la victoire à Londres, où lui et Jeremiah Dummer (en), un représentant de la province de la baie du Massachusetts ont réclamé une expédition vers le cœur de la Nouvelle-France, Québec.
Le gouvernement britannique était cependant en pleine crise et en août 1710, le gouvernement de Sidney Godolphin choit. La reine Anne le remplaça par Robert Harley, un opposant du duc de Marlborough, qui était aussi tombé en défaveur. Harley voulait changer la stratégie militaire britannique en se concentrant sur la force de la marine, au désavantage de l'armée terrestre. Il voulait aussi réduire l'influence encore existante du duc de Marlborough par une victoire militaire de sa propre initiative. C'est avec cet objectif qu'il planifia une expédition par la mer et par la terre dans le but de capturer Québec; il tomba cependant malade et le gros de la planification a été fait par son secrétaire d'État, Henri St. John.
Le plan a suivi une proposition faite par Samuel Vetch en 1708, pour une expédition prévue pour 1709, dont la force principale était constituée d'une expédition navale transportant à la fois l'armée régulière et la milice provinciale. On confia le commandement de l'expédition au Contre-amiral de l'escadre blanche Hovenden Walker qui bénéficiait de l'appui du brigadier John Hill (en) pour la force terrestre. 

## Hommage
Une fresque à l'église Notre-Dame-des-Victoires rappelle la protection divine évitant l'attaque de Québec.